# Пискавица
Пискавица (лат. Trigonella foenum-graecum), позната и као грохотуша, грчко семе, грчка детелина, козји рог, просеница и рожњача, биљна је врста из породице Fabaceae. Најчешће се може наћи у источној Европи, Кавказу и средњој Азији. Иако се сматра да у медицини доводи до неких контраиндикација, користи се у кулинарству.

## Историја
Сматра се да пискавица потиче са Блиског истока. Осушена семена су нађена на Тутанкамоновој гробници, а сматра се да су Римљани правили вино од ње.
Историчари су открили да су учесници древних олимпијских игара пре такмичења узимали семе пискавице како би појачали своју снагу.

## Употреба
У сврхе кулинарства, користи се највише у Азији, али и у Египту и Етиопији.
У лековите сврхе се користи код особа које имају проблема са плодношћу, дијабетесом, холестеролом, упалом плућа и туберкулозом, а сматра се да помаже у расту груди.